# Équipe de Nouvelle-Zélande féminine de rugby à XV
 (novembre 2020).
L'équipe de Nouvelle-Zélande féminine de rugby à XV est constituée par une sélection des meilleures joueuses néo-zélandaises de rugby à XV.

## Histoire
Les Black Ferns ou Fougères Noires, est l'équipe de Nouvelle-Zélande de rugby à XV féminin. L'origine du nom vient de l'utilisation de deux symboles, le maillot noir et la fougère que l'on retrouve dans le sport en Nouvelle-Zélande. Par exemple, l'équipe des All Blacks est la célèbre équipe de Nouvelle-Zélande de rugby à XV masculin, tandis que les Silver Ferns sont l'équipe de Nouvelle-Zélande de netball.
Les Black Ferns sont devenues championnes du monde en 1998 aux Pays-Bas, la première Coupe du monde reconnue par l'IRB, et elles ont ensuite conservé leur titre en 2002 en Espagne, en 2006 à Edmonton dans l'Alberta au Canada et en 2010 en Angleterre. Lors de l'édition de 2014, elle subissent une défaite en phase de poule face à l'Irlande, ce qui les prive de demi-finales. Les Black Ferns ont participé aux grands rendez-vous depuis leur création en 1991, ayant juste manqué l'édition de 1994 en Écosse. Elles ont également remporté la Canada Cup en 1996, 2000, et 2005.
Farah Palmer, qui est capitaine à partir de 1997, a perdu le capitanat en 2005 par suite d'une blessure à l'épaule. Elle a reçu la distinction de International Women's (Rugby) Personality of the Year aux récompenses de l'IRB en 2005. En octobre 2005, quand l'Angleterre refait le tour de la Nouvelle-Zélande, Rochelle Martin, alors vice-capitaine, obtient le capitanat des Black Ferns pour le premier test-match, au cours duquel elle se blesse. L'ouvreuse expérimentée Anna Richards prend cette charge pour le second test contre l'Angleterre. Les Néo-Zélandaises remportent la tournée 2-0.
En 2014, elles achèvent la Coupe du monde à une décevante cinquième place, après avoir terminé deuxièmes de leur poule, derrière l'Irlande.
L'équipe remporte la Coupe du monde 2017. Une victoire 48-5 face au Canada leur permet de sortir en tête de la poule A, également composée du pays de Galles et de Hong Kong. Après avoir remporté la demi-finale 45-12 contre les États-Unis, les Black Ferns de la capitaine Fiao'o Fa'amausili s'imposent en finale contre l'équipe d'Angleterre sur le score de 41 à 32. Elles remportent leur cinquième titre mondial.
En 2018, les Black Ferns viennent en Europe pour disputer une tournée en France. Après une victoire obtenue en seconde mi-temps 0-14 lors du premier match, la Nouvelle-Zélande s'incline pour la première fois face aux Bleues, lors du second match, 30-27 à Grenoble (2 cartons jaunes contre les Black Ferns).
Lors de l'automne 2021, l'équipe se déplace en Europe pour affronter l'Angleterre, puis la France à deux reprises chacune. Les anglaises remportent le premier match 43-12, puis infligent la plus grande défaite de l'histoire des Black Ferns 56 à 15, le 7 novembre à Northampton. La Nouvelle-Zélande s'incline à deux reprises contre la France à Pau 38-13, puis à Castres 29-7 (1 carton jaune contre les Black Ferns). 
Les Black Ferns disputent la Coupe du monde 2021, dans leur pays, à l'automne 2022 (l'édition est reportée par rapport à la pandémie de Covid-19). L'équipe se retrouve avec l'Australie, l'Écosse et le Pays de Galles en phase de poule, elle remporte ses trois matchs et se qualifie pour les quarts de finale. Elle affronte les galloises de nouveau et s'impose 55-3 pour rejoindre les demi-finales. Au tour suivant, les françaises sont leurs adversaires, ces dernières proposent une opposition de qualité, mais ce sont les néo-zélandaises qui s'imposent d'un point 25-24. Pour la finale, ce sont les anglaises qui leur font face, après un match très disputée, les Black Ferns s'imposent 34-31 et remportent leur sixième Coupe du monde. 

## Personnalités

### Effectif
| Nom                         | Poste                  | Naissance         | Sélections (Pts marqués) | Province         | Année de 1re sélection |
| --------------------------- | ---------------------- | ----------------- | ------------------------ | ---------------- | ---------------------- |
| Fiao'o Fa'amausili          | Talonneur              | 30 septembre 1980 | 41 (?)                   | Auckland         | 2002                   |
| Te Kura Ngata-Aerengamate   | Talonneur              | 21 octobre 1991   | 10 (?)                   | Counties Manukau | 2014                   |
| Aldora Itunu                | Pilier                 | 28 juin 1991      | 9 (?)                    | Auckland         | 2016                   |
| Katie Mata'u                | Pilier                 | 2 mai 1997        | 6 (?)                    | Counties Manukau | 2016                   |
| Toka Natua                  | Pilier                 | 22 novembre 1991  | 13 (?)                   | Waikato          | 2015                   |
| Aleisha Nelson              | Pilier                 | 2 mars 1990       | 21 (?)                   | Auckland         | 2012                   |
| Sosoli Talawadua            | Pilier                 | 30 juin 1989      | 6 (?)                    | Waikato          | 2016                   |
| Eloise Blackwell            | Deuxième ligne         | 28 décembre 1990  | 31 (?)                   | Auckland         | 2011                   |
| Charlene Gubb               | Deuxième ligne         | 17 janvier 1988   | 4 (?)                    | Auckland         | 2016                   |
| Charmaine Smith             | Deuxième ligne         | 15 novembre 1990  | 15 (?)                   | ?                | 2015                   |
| Becky Wood                  | Deuxième ligne         | 8 août 1987       | 6 (?)                    | North Harbour    | 2017                   |
| Sarah Goss                  | Troisième ligne aile   | 9 décembre 1992   | 10 (?)                   | Manawatu         | 2016                   |
| Lesley Ketu                 | Troisième ligne aile   | 10 janvier 1987   | 4 (?)                    | Waikato          | 2017                   |
| Charmaine McMenamin         | Troisième ligne aile   | 13 mai 1990       | 12 (?)                   | Auckland         | 2013                   |
| Linda Itunu                 | Troisième ligne centre | 21 novembre 1984  | 23 (?)                   | Auckland         | 2006                   |
| Aroha Savage                | Troisième ligne centre | 11 mars 1990      | 27 (?)                   | Counties Manukau | 2010                   |
| Kendra Cocksedge            | Demi de mêlée          | 1er juillet 1988  | 37 (?)                   | Canterbury       | 2009                   |
| Kristina Sue                | Demi de mêlée          | 13 mars 1987      | 5 (?)                    | Manawatu         | 2016                   |
| Kelly Brazier               | Demi d'ouverture       | 28 octobre 1989   | 37 (?)                   | Otago            | 2009                   |
| Victoria Subritzky-Natafali | Demi d'ouverture       | 2 décembre 1991   | 15 (?)                   | Counties Manukau | 2012                   |
| Chelsea Alley               | Centre                 | 7 novembre 1982   | 12 (?)                   | Waikato          | 2013                   |
| Theresa Fitzpatrick         | Centre                 | 25 février 1995   | 6 (?)                    | Auckland         | 2012                   |
| Carla Hohepa                | Centre                 | 27 juillet 1985   | 15 (?)                   | Otago            | 2009                   |
| Stacey Waaka                | Centre                 | 3 novembre 1995   | 10 (?)                   | Waikato          | 2015                   |
| Renee Wickliffe             | Ailier                 | 30 mai 1987       | 28 (?)                   | Counties Manukau | 2009                   |
| Portia Woodman              | Ailier                 | 12 juillet 1991   | 16 (?)                   | Counties Manukau | 2013                   |
| Hazel Tubic                 | Arrière                | 31 décembre 1990  | 10 (?)                   | Counties Manukau | 2011                   |
| Selica Winiata              | Arrière                | 14 novembre 1986  | 29 (?)                   | Manawatu         | 2012                   |

### Joueuses célèbres
- Amiria Marsh (Canterbury)
- Claire Richardson (Otago)
- Hannah Myers (Auckland)
- Exia Edwards (Bay of Plenty)
- Stephanie Mortimer (Canterbury)
- Anna Richards (Auckland)
- Emma Jensen (Auckland)
- Marina Canterbury (Hawke's Bay)
- Rochelle Martin (Auckland, capitaine)
- Melissa Ruscoe (Canterbury)
- Victoria Heighway (Auckland)
- Monalisa Codling (Auckland)
- Casey Robertson (Canterbury)
- Fiao'o Fa'amausili (Auckland)
- Farah Palmer
- Helen Va'aga (Auckland)

### Sélectionneurs
- 1996-2002 : Darryl Suasua (en)
- 2006-2009 : Jed Rowlands (en)
- 2009-2014 : Brian Evans (en)
- 2014-2015 : Greg Smith
- 2015-2022 : Glenn Moore (en)
- 2022 : Wayne Smith
- 2023- : Allan Bunting (en)

## Résultats

### Parcours en Coupe du monde
| Édition | Bilan          |
| ------- | -------------- |
| 1991    | Demi-finaliste |
| 1994    | Non disputé    |
| 1998    | Championne     |
| 2002    | Championne     |
| 2006    | Championne     |
| 2010    | Championne     |
| 2014    | 5e             |
| 2017    | Championne     |
| 2021    | Championne     |

### Pacific Four Series
| Édition   | Bilan       |
| --------- | ----------- |
| 2021 (en) | Non disputé |
| 2022 (en) | Championne  |
| 2023 (en) | Championne  |
| 2024      | 2e          |
| 2025      | Championne  |

## Bilan des matchs
| Adversaire         | 1er match | Nbre de matchs | Gagné | Nul | Perdu | Pourcentage de victoires |
| ------------------ | --------- | -------------- | ----- | --- | ----- | ------------------------ |
| Australie          | 1994      | 11             | 11    | 0   | 0     | 100.00 %                 |
| Canada             | 1991      | 8              | 8     | 0   | 0     | 100.00 %                 |
| Angleterre         | 1997      | 19             | 11    | 1   | 7     | 57.89 %                  |
| Espagne            | 1998      | 1              | 1     | 0   | 0     | 100.00 %                 |
| France             | 1996      | 5              | 4     | 0   | 1     | 80.00%                   |
| Allemagne          | 1998      | 2              | 2     | 0   | 0     | 100.00 %                 |
| Pays-Bas           | 1990      | 1              | 1     | 0   | 0     | 100.00 %                 |
| Samoa              | 2006      | 1              | 1     | 0   | 0     | 100.00 %                 |
| Écosse             | 1998      | 3              | 3     | 0   | 0     | 100.00 %                 |
| Afrique du Sud     | 2010      | 1              | 1     | 0   | 0     | 100.00 %                 |
| Union soviétique   | 1990      | 1              | 1     | 0   | 0     | 100.00 %                 |
| États-Unis         | 1990      | 7              | 6     | 0   | 1     | 85.71 %                  |
| Pays de Galles     | 1991      | 2              | 2     | 0   | 0     | 100.00 %                 |
| Sélection mondiale | 1990      | 3              | 3     | 0   | 0     | 100.00 %                 |
| Total              |           | 64             | 55    | 1   | 8     | 85.94 %                  |